# Primera División Uruguaya
Primera División Uruguaya er den bedste fodboldrække i Uruguay, hvori klubberne årligt spiller om det uruguayanske mesterskab. Turneringen arrangeres af Uruguays fodboldforbund og har været afholdt siden år 1900. Det mest succesfulde hold er Peñarol, der har vundet turneringen hele 49 gange.

## Historie
Nedenstående er en liste over samtlige vindere af Primera División gennem tiden:

### Amatørtiden
Vinderne i perioden 1900-1931 hvor ligaen var en amatørkonkurrence:
- 1900 C.U.R.C.C.
- 1901 C.U.R.C.C.
- 1902 Nacional
- 1903 Nacional
- 1904 Ikke afholdt
- 1905 C.U.R.C.C.
- 1906 Wanderers
- 1907 C.U.R.C.C.
- 1908 River Plate Montevideo (1)
- 1909 Montevideo Wanderers
- 1910 River Plate Montevideo
- 1911 C.U.R.C.C.
- 1912 Nacional
- 1913 River Plate Montevideo
- 1914 River Plate Montevideo
- 1915 Nacional
- 1916 Nacional
- 1917 Nacional
- 1918 CA Peñarol
- 1919 Nacional
- 1920 Nacional
- 1921 CA Peñarol
- 1922 Nacional
- 1923 Nacional
- 1924 Nacional
- 1925 Ikke afholdt
- 1926 Ikke afholdt
- 1927 Rampla Juniors
- 1928 CA Peñarol
- 1929 CA Peñarol
- 1930 Ikke afholdt
- 1931 Montevideo Wanderers

### 1932-
Vinderne fra 1932, hvor ligaen indførte professionel fodbold:
| År      | Vinder            | Nr. 2                | Nr. 3                |
| ------- | ----------------- | -------------------- | -------------------- |
| 1932    | CA Peñarol        | Rampla Juniors       | Nacional             |
| 1933    | Nacional          | CA Peñarol           | Rampla Juniors       |
| 1934    | Nacional          | CA Peñarol           | Montevideo Wanderers |
| 1935    | CA Peñarol        | Nacional             | Montevideo Wanderers |
| 1936    | CA Peñarol        | Nacional             | Rampla Juniors       |
| 1937    | CA Peñarol        | Nacional             | Montevideo Wanderers |
| 1938    | CA Peñarol        | Nacional             | Central Español      |
| 1939    | Nacional          | CA Peñarol           | Montevideo Wanderers |
| 1940    | Nacional          | Rampla Juniors       | Wanderers            |
| 1941    | Nacional          | CA Peñarol           | Rampla Juniors       |
| 1942    | Nacional          | CA Peñarol           | Montevideo Wanderers |
| 1943    | Nacional          | CA Peñarol           | Miramar Misiones     |
| 1944    | CA Peñarol        | Nacional             | Defensor Sporting    |
| 1945    | CA Peñarol        | Nacional             | Defensor Sporting    |
| 1946    | Nacional          | CA Peñarol           | River Plate          |
| 1947    | Nacional          | CA Peñarol           | Rampla Juniors       |
| 1948    | Ikke afholdt      |                      |                      |
| 1949    | CA Peñarol        | Nacional             | Rampla Juniors       |
| 1950    | Nacional          | CA Peñarol           | Rampla Juniors       |
| 1951    | CA Peñarol        | Nacional             | Rampla Juniors       |
| 1952    | Nacional          | CA Peñarol           | Rampla Juniors       |
| 1953    | CA Peñarol        | Nacional             | Rampla Juniors       |
| 1954    | CA Peñarol        | Nacional             | Danubio              |
| 1955    | Nacional          | CA Peñarol           | Cerro                |
| 1956    | Nacional          | CA Peñarol           | Cerro                |
| 1957    | Nacional          | CA Peñarol           | Defensor Sporting    |
| 1958    | CA Peñarol        | Nacional             | Rampla Juniors       |
| 1959    | CA Peñarol]       | Nacional             | Racing               |
| 1960    | CA Peñarol        | Cerro                | Nacional             |
| 1961    | CA Peñarol        | Nacional             | Defensor Sporting    |
| 1962    | CA Peñarol        | Nacional             | Fénix                |
| 1963    | Nacional          | CA Peñarol           | Montevideo Wanderers |
| 1964    | CA Peñarol        | Rampla Juniors       | Nacional             |
| 1965    | CA Peñarol        | Nacional             | Cerro                |
| 1966    | Nacional          | CA Peñarol           | Cerro                |
| 1967    | CA Peñarol        | Nacional             | Cerro                |
| 1968    | CA Peñarol        | Nacional             | Cerro                |
| 1969    | Nacional          | CA Peñarol           | Bella Vista          |
| 1970    | Nacional          | Huracán Buceo        | CA Peñarol           |
| 1971    | Nacional          | CA Peñarol           | Liverpool            |
| 1972    | Nacional          | CA Peñarol           | Defensor Sporting    |
| 1973    | CA Peñarol        | Nacional             | Danubio              |
| 1974    | CA Peñarol        | Nacional             | Liverpool            |
| 1975    | CA Peñarol        | Nacional             | Liverpool            |
| 1976    | Defensor Sporting | CA Peñarol           | Nacional             |
| 1977    | Nacional          | CA Peñarol           | Defensor Sporting    |
| 1978    | CA Peñarol        | Nacional             | Fénix                |
| 1979    | CA Peñarol        | Nacional             | Fénix                |
| 1980    | Nacional          | Montevideo Wanderers | CA Peñarol           |
| 1981    | CA Peñarol        | Nacional             | Montevideo Wanderers |
| 1982    | CA Peñarol        | Nacional             | Defensor Sporting    |
| 1983    | Nacional          | Danubio              | Defensor Sporting    |
| 1984    | Central Español   | CA Peñarol           | Nacional             |
| 1985    | CA Peñarol        | Montevideo Wanderers | Cerro                |
| 1986    | CA Peñarol        | Nacional             | Central Español      |
| 1987    | Defensor Sporting | Nacional             | Bella Vista          |
| 1988    | Danubio           | CA Peñarol           | Defensor Sporting    |
| 1989    | Progreso          | Nacional             | CA Peñarol           |
| 1990    | Bella Vista       | Nacional             | CA Peñarol           |
| 1991    | Defensor Sporting | Nacional             | Montevideo Wanderers |
| 1992    | Nacional          | River Plate          | Danubio              |
| 1993    | CA Peñarol        | Defensor Sporting    | Danubio              |
| 1994    | CA Peñarol        | Defensor Sporting    | Nacional             |
| 1995    | CA Peñarol        | Nacional             | Liverpool            |
| 1996    | CA Peñarol        | Nacional             | Defensor Sporting    |
| 1997    | CA Peñarol        | Defensor Sporting    | River Plate          |
| 1998    | Nacional          | CA Peñarol           | Bella Vista          |
| 1999    | CA Peñarol        | Nacional             | Defensor Sporting    |
| 2000    | Nacional          | CA Peñarol           | Defensor Sporting    |
| 2001    | Nacional          | Danubio              | CA Peñarol           |
| 2002    | Nacional          | Danubio              | CA Peñarol           |
| 2003    | CA Peñarol        | Nacional             | Danubio              |
| 2004    | Danubio           | Nacional             | Defensor Sporting    |
| 2005    | Nacional          | Defensor Sporting    | CA Peñarol           |
| 2005-06 | Nacional          | Rocha FC             | Defensor Sporting    |
| 2006-07 | Danubio           | CA Peñarol           | Defensor Sporting    |
| 2007-08 | Defensor Sporting | CA Peñarol           | River Plate          |
| 2008-09 | Nacional          | Defensor Sporting    | Cerro                |
| 2009-10 | Peñarol           | Nacional             | Defensor Sporting    |
| 2010-11 | Nacional          | Defensor Sporting    | Peñarol              |
| 2011-12 | Nacional          | Peñarol              | Defensor Sporting    |
| 2012-13 | Peñarol           | Defensor Sporting    | Nacional             |
| 2013-14 | Danubio           | Montevideo Wanderers | Nacional             |
| 2014-15 | Nacional          | Peñarol              | River Plate          |
| 2015-16 | Peñarol           | Nacional             | Plaza Colonia        |
| 2016    | Nacional          | Montevideo Wanderers | Danubio              |
| 2017    | Peñarol           | Defensor Sporting    | Nacional             |
| 2018    | Peñarol           | Nacional             | Danubio              |
| 2019    | Nacional          | Peñarol              | Cerro Largo          |
| 2020    | Nacional          | Rentistas            | Peñarol              |
| 2021    | Peñarol           | Nacional             | Plaza Colonia        |
| 2022    | Nacional          | Liverpool            | Deportivo Maldonado  |